# Christof Dahm
Christof Dahm (* 1957 in Mayen) ist ein deutscher katholischer Theologe, Historiker und Fachautor. 

## Leben
Christof Dahm studierte nach dem Grundwehrdienst Katholische Theologie, Geschichtswissenschaft und Pädagogik an der Universität Mainz Von 1984 bis 1991 war er wissenschaftlicher Mitarbeiter an der Universität Mainz. 1990 wurde er an der Universität Mainz in Katholischer Theologie promoviert. Von 1991 bis 2000 war er Referent für Zeitgeschichte, Kirchengeschichte und Politische Wissenschaften bei der Kulturstiftung der deutschen Vertriebenen in Bonn. 
Seit 2001 ist Dahm bei der katholischen Solidaritätsaktion Renovabis in Freising beschäftigt. Dort ist er als Referent für die Organisation von internationalen Kongressen sowie für die Redaktion der von der Renovabis gemeinsam mit dem Zentralkomitee der deutschen Katholiken herausgegebenen Zeitschrift Ost-West. Europäische Perspektiven (OWEP) tätig.
Dahm publiziert zu theologischen Themen und im Bereich der Verständigung mit östlichen Nachbarvölkern und -staaten und veröffentlichte mehrere Fachbücher und -aufsätze. Unter anderem schrieb er bislang 34 Artikel für das Biographisch-Bibliographische Kirchenlexikon; darüber hinaus schreibt er auch für die Neue Deutsche Biographie (NBD).

## Publikationen (Auswahl)
- Israel im Markusevangelium. Lang Verlag, Frankfurt am Main 1991 (Europäische Hochschulschriften, Reihe 23, Bd. 420), ISBN 3-631-43657-2. (zugl. Dissertation, Universität Mainz)
- Dahm ist Herausgeber oder teils auch Bearbeiter und Autor, teilweise gemeinsam mit Hans-Jakob Tebarth, von mehr als 10 Werken im Themenbereich „Verständigung mit Staaten des östlichen Europas“, die in der Zeit von 1992 bis 2000 von der Kulturstiftung der Deutschen Vertriebenen, Bonn, herausgegeben wurden; wie zum Beispiel:
  - Christof Dahm (Hrsg.): Verständigung der deutschen Vertriebenen mit den östlichen Nachbarn. Vergangenheit und Zukunft. Kulturstiftung der Deutschen Vertriebenen, Bonn 1992, ISBN 3-88557-108-0.
  - Christof Dahm, Hans-Jakob Tebarth (Hrsg.): Deutsche und Polen. Beiträge zu einer schwierigen Nachbarschaft. Kulturstiftung der Deutschen Vertriebenen, Bonn 1994, ISBN 3-88557-131-5.
  - Christof Dahm, Hans-Jakob Terbarth (Bearb.): Die Bundesrepublik Deutschland und die Vertriebenen. Fünfzig Jahre Eingliederung, Aufbau und Verständigung mit den Staaten des östlichen Europa. Kulturstiftung der Deutschen Vertriebenen, Bonn 2000, ISBN 3-88557-192-7.
- Christof Dahm: Bertha Freundt. Eine Ordensfrau aus dem Ermland an der Schwelle zur Moderne. In: Udo Arnold (Hrsg.): Preußische Landesgeschichte. Festschrift für Bernhart Jähnig zum 60. Geburtstag. Elwert, Marburg 2001, ISBN 3-7708-1177-1, S. 187–195.
- Christof Dahm: Zwischen Freising und Wladiwostok. Das Hilfswerk Renovabis auf dem Freisinger Domberg. In: Peter Pfister (Hrsg.), Freising in Europa. Von den europäischen Verbindungen des Erzbistums München und Freising, Verl. Sankt Michaelsbund, München 2005, ISBN 3-920821-49-1, S. 304–311.
- Dahm ist Bearbeiter und teils auch Autor von bislang 6 Kongressbänden von internationalen Kongressen, die von der Renovabis in der Zeit von 2001 bis 2008 veranstaltet wurden; die Bände wurden von der Renovabis - Solidaritätsaktion der Deutschen Katholiken mit den Menschen in Mittel- und Osteuropa herausgegeben und erschienen bei der MVG, Medienproduktion und Vertriebsges. mbH in Aachen; wie zum Beispiel:
  - Christof Dahm (Red.), Renovabis (Hrsg.): Zwischen Hoffnung und Resignation. Jugend in Mittel- und Osteuropa. MVG, Medienproduktion und Vertriebsges., Aachen 2005, ISBN 3-88916-259-2.